# 16 november
16 november is de 320ste dag van het jaar (321ste dag in een schrikkeljaar) in de gregoriaanse kalender. Hierna volgen nog 45 dagen tot het einde van het jaar.

## Gebeurtenissen
- Algemeen
  - 1994 - De West-Duitse spion Rainer Rupp, die als medewerker op het NAVO-hoofdkwartier in Brussel jarenlang vertrouwelijke documenten heeft doorgespeeld aan Oost-Duitsland, krijgt twaalf jaar gevangenisstraf.
  - 2001 - Nieuw wereldrecord voor Domino Day met 3.540.562 omgevallen stenen.
  - 2009 - Piraten vallen voor de kust van Somalië twee schepen aan en weten een van de twee te kapen. Het gaat om een tanker met chemicaliën, de MV Theresa, met een 28-koppige Noord-Koreaanse bemanning.
  - 2021 - Bij de plaats Garrelsweer in Groningen vindt om 1:46 MET een aardbeving plaats met een kracht van 3,2 op de schaal van Richter. De aardbeving behoort tot de krachtigste aardbevingen die tot nu toe in de provincie hebben plaatsgevonden en is een gevolg van aardgaswinning in het gebied.[1]
- Kunst en cultuur
  - 1956 - Op Broadway gaat de film Love Me Tender in première. Het is tevens het filmdebuut van Elvis Presley die ook de zanger is van het gelijknamige lied.[2]
- Muziek
  - 2000 - Bij de MTV Europe Music Awards in Stockholm (Zweden) ontvangen Madonna en Eminem elk twee awards.[2]
- Oorlog
  - 1632 - Slag bij Lützen. Een van de belangrijkste veldslagen gedurende de dertigjarige oorlog. Pyrrusoverwinning voor de protestanten. Gustaaf II Adolf van Zweden en Gottfried Heinrich Graf zu Pappenheim sneuvelden.
- Politiek
  - 1776 - De Republiek der Zeven Verenigde Nederlanden biedt de Amerikanen als eerste land ter wereld hulp in hun Onafhankelijkheidsoorlog.[3]
  - 1894 - De Turken vermoorden zesduizend Armeniërs in Koerdistan.
  - 1907 - Oklahoma treedt als 46e staat toe tot de Verenigde Staten.[4]
  - 1918 - De Democratische Republiek Hongarije wordt uitgeroepen.[3]
  - 1933 - De Verenigde Staten knopen diplomatieke banden aan met de Sovjet-Unie.[3]
  - 1945 - In Londen wordt de UNESCO opgericht.[3]
  - 1951 - In Leeuwarden vindt de Kneppelfreed plaats.[3]
  - 2014 - Klaus Johannis verslaat de sociaaldemocratische premier Victor Ponta bij de presidentsverkiezingen in Roemenië.
- Recreatie
  - 2004 - Het attractiepark Holiday World wint de Applause Award.
- Religie
  - 367 - Tegenpaus Ursinus wordt in Rome door de stadscommandanten (praefecti) naar Gallië verbannen.[3]
  - 1877 - Paus Pius IX roept de Heilige Franciscus van Sales (1567-1622) uit tot kerkleraar.
- Sport
  - 1893 - Oprichting van de Tsjechische voetbalclub Sparta Praag.[3]
  - 1983 - Het Nederlands voetbalelftal behoudt kans op deelname aan het EK voetbal 1984 door directe concurrent Spanje in Rotterdam met 2-1 te verslaan. Peter Houtman en Ruud Gullit scoren voor Oranje.
  - 1988 - Regerend Europees kampioen Nederland verliest met 1-0 van Italië. Gianluca Vialli maakt het enige doelpunt in de oefeninterland in Rome.
  - 1991 - Gastland China wint de openingswedstrijd van het allereerste WK voetbal voor vrouwen door Noorwegen met 4-0 te verslaan in Kanton.
  - 2003 - Lionel Messi maakt zijn officieuze debuut voor FC Barcelona als invaller in een oefenwedstrijd bij FC Porto, ter gelegenheid van de opening van het Estádio do Dragão.
  - 2021 - Het Nederlands voetbalelftal wint de WK-kwalificatiewedstrijd in de Kuip in Rotterdam met 2-0 van het team van Noorwegen en verzekert zich daarmee van deelname aan het Wereldkampioenschap voetbal 2022 in Qatar.[5]
  - 2023 - Femke Bol wordt op een gala van de Nederlandse Atletiekunie door zowel het publiek als de vakjury uitgeroepen tot beste Nederlandse atleet van het jaar.[6]
- Wetenschap en technologie
  - 1904 - John Ambrose Fleming vraagt patent aan op de door hem uitgevonden elektronenbuis.[3]
  - 1974 - Met de op dit moment grootste radiotelescoop ter wereld in het Arecibo observatorium in Puerto Rico wordt de eerste poging gedaan om contact te maken met buitenaardse levensvormen. Een speciale boodschap in binaire code wordt uitgezonden in de richting van de bolvormige sterrenhoop Messier 13 in het sterrenbeeld Hercules.[7]
  - 1988 - De radiotelescoop in Green Bank, West Virginia stort in om 3:46 MET. De telescoop is ongeveer 26 jaar gebruikt.[8]
  - 2022 - Lancering met een Ceres-1 raket vanaf lanceerbasis Jiuquan met de Jilin-1 High Resolution 03D-08 en 51-54 aardobservatiesatellieten die deel moeten gaan uitmaken van de Jilin-1 constellatie. Details over de missie zijn vooralsnog niet bekend.[9]
  - 2022 - Lancering van de Space Launch System (SLS) raket van NASA vanaf Kennedy Space Center Lanceercomplex 39 platform B voor de Artemis I missie met het Orion ruimtevaartuig en daarnaast nog 10 CubeSats.[10][11]
  - 2022 - Wetenschappers beschrijven in een publicatie dat na analyse is gebleken dat monsters van de restanten van de meteoor die 28 februari 2021 werd waargenomen, en die zijn gevonden bij Winchcombe (Groot-Brittannië), vrijwel van dezelfde ongerepte kwaliteit zijn als monsters die door ruimtesondes van planetoïden zijn genomen.[12][13]
  - 2023 - Lancering met een Lange Mars 2C-1S raket van China Aerospace Science Corporation (CASC) vanaf lanceerbasis Jiuquan van de Haiyang 3-01 missie met de gelijknamige satelliet die de ecologie van oceanen gaat onderzoeken.[14]

## Geboren

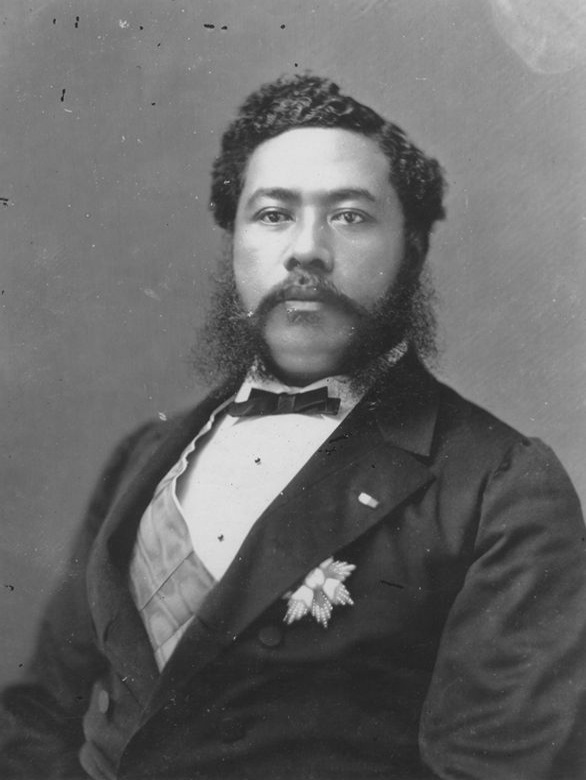
Kalakaua,
geboren in 1836

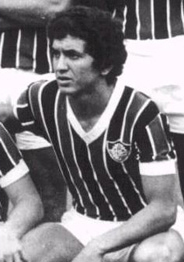
Luís Ribeiro Pinto Neto (Lula),
geboren in 1946

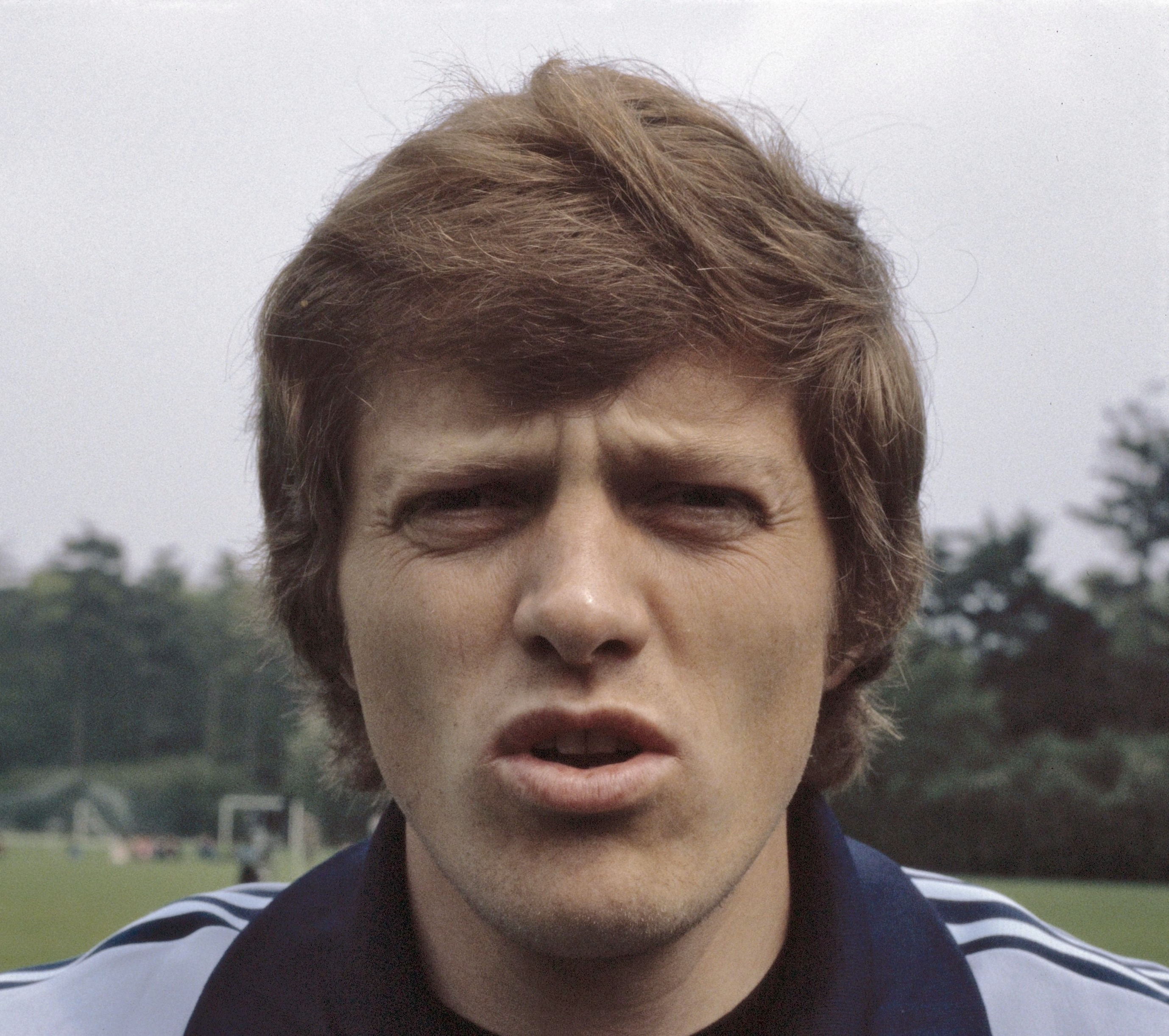
Arie Haan,
geboren in 1948

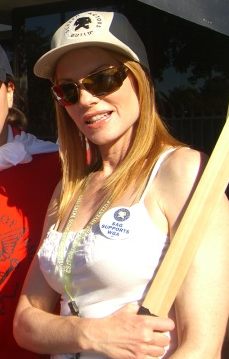
Marg Helgenberger,
geboren in 1958

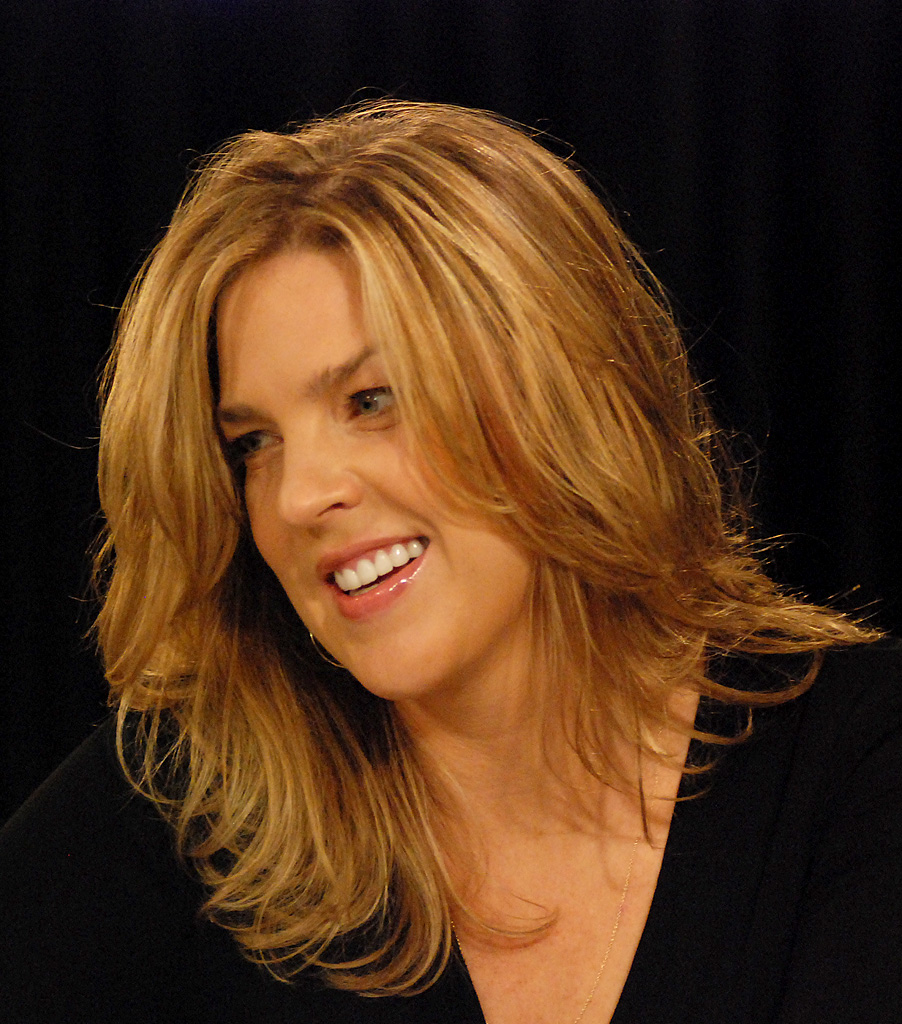
Diana Krall,
geboren in 1964

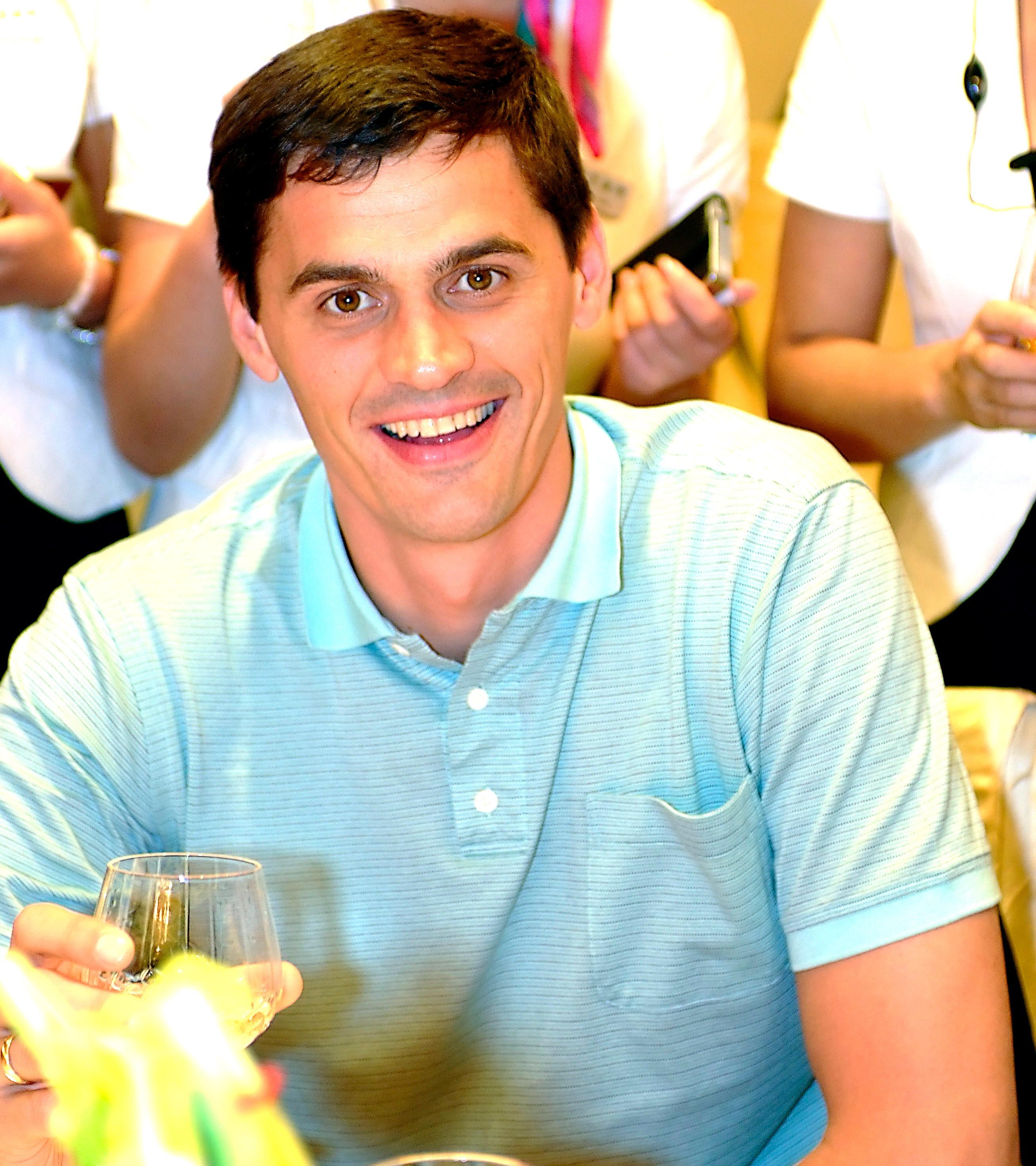
Aleksandr Popov,
geboren in 1971

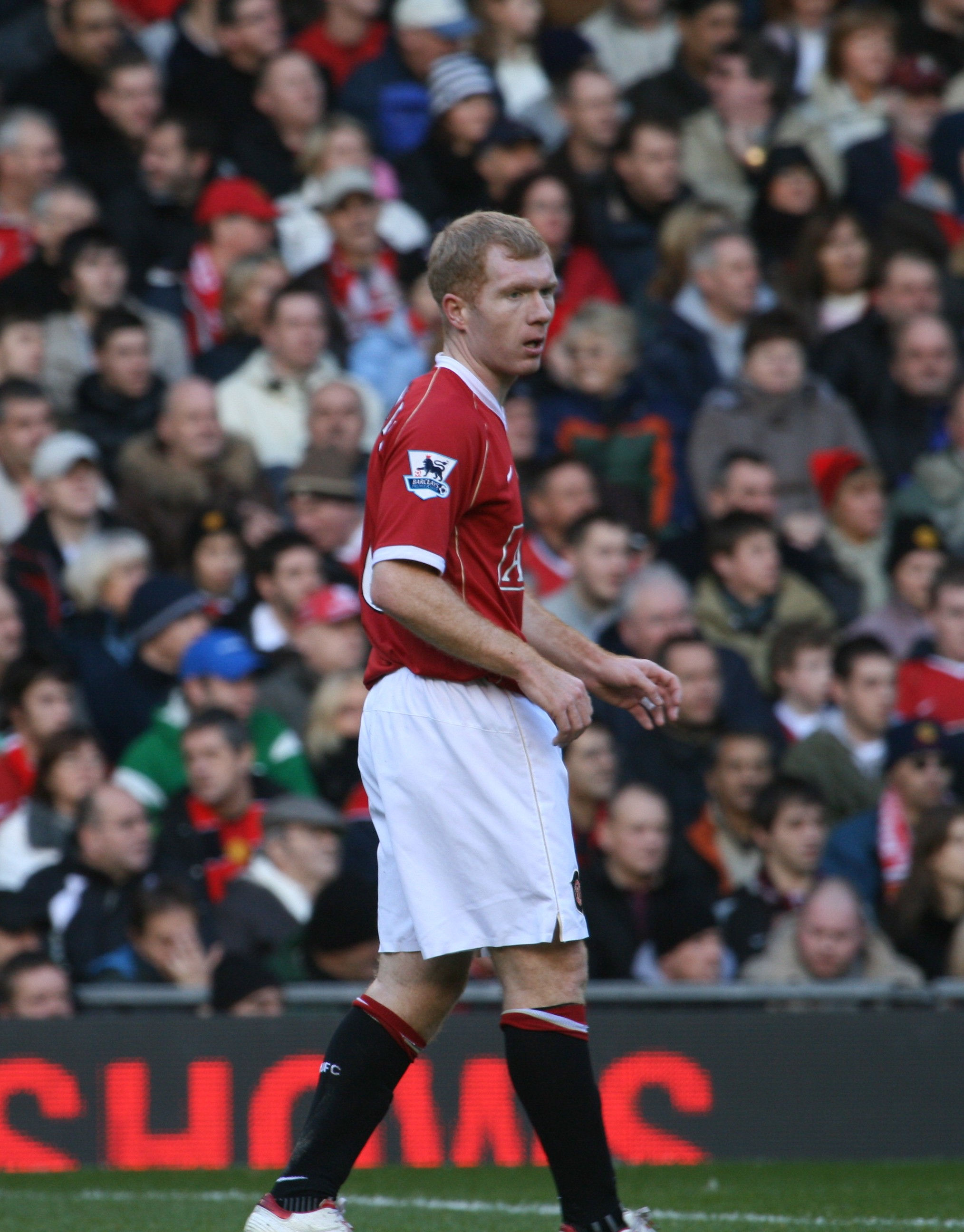
Paul Scholes,
geboren in 1974

- 42 v.Chr. - Tiberius, Romeins keizer (overleden 37)
- 1540 - Cecilia van Zweden, prinses van Zweden (overleden 1627)
- 1717 - Jean le Rond d'Alembert, Frans wiskundige, natuurkundige en filosoof (overleden 1783)
- 1753 - James McHenry, Amerikaans politicus (overleden 1816)
- 1793 - Francis Danby, Brits kunstschilder (overleden 1849)
- 1807 - Jónas Hallgrímsson, IJslands dichter, auteur en natuurwetenschapper (overleden 1845)
- 1836 - Kalakaua, Koning van Hawaï (overleden 1891)
- 1857 - Jón Sveinsson, IJslands schrijver (overleden 1944)
- 1867 - Léon Daudet, Frans schrijver en journalist (overleden 1942)
- 1869 - Joseph Vacher, Frans seriemoordenaar (geëxecuteerd 1898)
- 1872 - Otto Trobäck, Zweeds componist, dirigent en muziekpedagoog (overleden 1938)
- 1879 - Alfred Emile Rambaldo, Nederlands meteoroloog en luchtvaartpionier (overleden 1911)
- 1882 - Karel Van Wijnendaele, Belgisch sportjournalist (overleden 1961)
- 1889 - Sophus Hansen, Deens voetballer en voetbalscheidsrechter (overleden 1962)
- 1889 - Jan Herder, Nederlands communist (overleden 1978)
- 1889 - Dietrich Kraiss, Duits generaal (overleden 1944)
- 1889 - Emil Oberle, Duits voetballer (overleden 1955)
- 1890 - Elpidio Quirino, Filipijns president (overleden 1956)
- 1893 - Don Lippincott, Amerikaans atleet (overleden 1962)
- 1895 - Paul Hindemith, Duits componist (overleden 1963)
- 1896 - Oswald Mosley, Brits aristocraat en fascistenleider (overleden 1980)
- 1900 - Georges Vandenbroele, Belgisch atleet (overleden 1975)
- 1904 - Nnamdi Azikiwe, Nigeriaans president (overleden 1996)
- 1908 - Zuster Emmanuelle, Belgisch/Frans non en weldoenster (overleden 2008)
- 1912 - Anton Koolhaas, Nederlands auteur (overleden 1992)
- 1916 - Mies Hagens, Nederlands actrice (overleden 2019)
- 1918 - Wim Wama, Nederlands acteur (overleden 1986)
- 1920 - Hetty Berger, Nederlands actrice (overleden 1975)
- 1922 - José Saramago, Portugees schrijver (overleden 2010)
- 1924 - Joep de Boer, Nederlands politicus (overleden 2006)
- 1924 - Bram Leeuwenhoek, Nederlands atleet en olympisch bestuurder (overleden 2002)
- 1924 - Mel Patton, Amerikaans atleet (overleden 2014)
- 1926 - Ton de Leeuw, Nederlands componist (overleden 1996)
- 1927 - Robert Butler, Amerikaans televisie- en filmregisseur (overleden 2023)
- 1927 - Emile Wafflard, Belgisch biljarter (overleden 1994)
- 1928 - Clu Gulager, Amerikaans acteur (overleden 2022)
- 1929 - Renate Rubinstein, Nederlands schrijfster en columniste (overleden 1990)
- 1930 - Chinua Achebe, Nigeriaans schrijver en dichter (overleden 2013)
- 1930 - Orvar Bergmark, Zweeds voetballer, voetbaltrainer en bandyspeler (overleden 2004)
- 1930 - Daniël Cardon de Lichtbuer, Belgisch ambtenaar en bankier (overleden 2022)
- 1930 - Salvatore Riina, Italiaans maffialeider (overleden 2017)
- 1934 - Warren Zimmermann, Amerikaans diplomaat (overleden 2004)
- 1935 - France-Albert René, Seychelliaans politicus (overleden 2019)
- 1936 - Brian Huggett, Welsh golfer (overleden 2024)
- 1936 - Floor van Leeuwen, Nederlands schaatscoach (overleden 2021)
- 1937 - Eduard Matoesevitsj, Russisch schaatser
- 1937 - Lothar Späth, Duits politicus (overleden 2016)
- 1938 - Bram Biesterveld, Nederlands acteur (overleden 2025)
- 1940 - Dick Poons, Nederlands dichter-zanger en programmamaker (overleden 2009)
- 1943 - Francisco de Borbón y Escasany, Spaanse zakenman (overleden 2025)
- 1943 - Juan Giménez, Argentijns striptekenaar (overleden 2020)
- 1943 - Jos Van Riel, Belgisch voetballer (overleden 2023)
- 1945 - Jan Bucquoy, Belgisch filmmaker en auteur
- 1946 - Colin Burgess, Australisch drummer (overleden 2023)
- 1946 - Luís Ribeiro Pinto Neto (Lula), Braziliaans voetballer en voetbaltrainer (overleden 2022)
- 1946 - Jo Jo White, Amerikaans basketballer (overleden 2018)
- 1947 - Gérard Desanghere, Belgisch voetballer (overleden 2017)
- 1948 - Chi Coltrane, Amerikaans zangeres en songwriter
- 1948 - Arie Haan, Nederlands voetballer en voetbaltrainer
- 1948 - Robert Lange, Zuid-Afrikaans muziekproducent
- 1949 - Michel Daerden, Belgisch politicus (overleden 2012)
- 1950 - Héctor Baley, Argentijns voetballer
- 1950 - Jaime Morón, Colombiaans voetballer (overleden 2005)
- 1952 - Shigeru Miyamoto, Japans videogameontwerper
- 1952 - Jim Pomeroy, Amerikaans motorcrosser (overleden 2006)
- 1953 - Marina Tucaković, Servisch songwriter (overleden 2021)
- 1955 - Albert Cluytens, Belgisch voetballer
- 1955 - Héctor Cúper, Argentijns voetballer en voetbaltrainer
- 1958 - Roberto Guerrero, Colombiaans autocoureur
- 1958 - Marg Helgenberger, Amerikaans actrice
- 1958 - Anne Holt, Noors schrijfster en politicus
- 1959 - Bert Cameron, Jamaicaans atleet
- 1960 - Martin Perels, Nederlands acteur (overleden 2005)
- 1960 - Martina Schröter, Oost-Duits roeister
- 1960 - Ellina Zvereva, Wit-Russisch atlete
- 1961 - Corinne Hermès, Frans zangeres
- 1961 - Arie Slob, Nederlands politicus
- 1962 - Martial Gayant, Frans wielrenner en ploegleider
- 1963 - Bernard Wright, Amerikaans funk- en jazzmusicus en toetsenist (overleden 2022)
- 1964 - Luciano Floridi, Italiaans filosoof
- 1964 - Diana Krall, Canadees zangeres
- 1964 - Josip Weber, Kroatisch/Belgisch voetballer (overleden 2017)
- 1965 - Mika Aaltonen, Fins voetballer
- 1965 - Marino Alonso, Spaans wielrenner
- 1965 - Leo Oldenburger, Nederlands sportverslaggever en schrijver van sportboeken
- 1966 - Tricia Cast, Amerikaans actrice
- 1966 - Edmond Haxhinasto, Albanees politicus
- 1966 - Manon Leijten, Nederlands bedrijfseconoom en topambtenaar
- 1966 - Christian Lorenz (Flake, Doktor Lorenz), Duits muzikant
- 1967 - Lisa Bonet, Amerikaans actrice
- 1968 - Tammy Lauren, Amerikaans actrice
- 1970 - Markus Beerbaum, Duits springruiter
- 1970 - Eric Dikeb, Nederlands presentator en dj
- 1970 - Ernst Laraque, Haïtiaans judoka
- 1971 - Mustapha Hadji, Marokkaans voetballer
- 1971 - DJ Madman (Patrick Daams), Nederlands rapper
- 1971 - Alexander Popov, Russisch zwemmer
- 1972 - Ageeth Boomgaardt, Nederlands hockeyster
- 1972 - Missi Pyle, Amerikaans actrice
- 1973 - Mathieu Bozzetto, Frans snowboarder
- 1973 - Christian Horner, Brits autocoureur en teambaas Formule 1-team Red Bull Racing Honda
- 1973 - Joe Hudepohl, Amerikaans zwemmer
- 1974 - Jatto Ceesay, Gambiaans voetballer
- 1974 - Maurizio Margaglio, Italiaans kunstschaatser
- 1974 - Paul Scholes, Engels voetballer
- 1975 - Wouter Verbraak, Nederlands zeezeiler
- 1976 - Salina Kosgei, Keniaans atlete
- 1976 - Daniël Rijaard, Nederlands voetballer
- 1976 - Martijn Zuijdweg, Nederlands zwemmer
- 1977 - Maksim Staviski, Bulgaars ijsdanser
- 1977 - Oksana Bajoel, Oekraïens kunstschaatsster
- 1978 - Carolina Parra, Braziliaans gitarist en drummer
- 1979 - Griet Dobbelaere, Belgisch actrice
- 1980 - Nicole Gius, Italiaans alpineskiester
- 1981 - Bart Jan Cune, Nederlands nieuwslezer en presentator
- 1981 - Gregoor van Dijk, Nederlands voetballer
- 1982 - Ronald Pognon, Frans atleet
- 1983 - Britta Steffen, Duits zwemster
- 1985 - Kim Huybrechts, Belgisch darter
- 1986 - Aleksej Kozlov, Russisch voetballer
- 1986 - Yoann Tiberio, Frans motorcoureur
- 1987 - Amelie Kober, Duits snowboardster
- 1987 - Eitan Tibi, Israëlisch voetballer
- 1988 - Siva Kaneswaran, Brits zanger (The Wanted)
- 1988 - Brian Rowe, Amerikaans voetballer
- 1988 - Vito Wormgoor, Nederlands voetballer
- 1989 - Connor Lade, Amerikaans voetballer
- 1989 - Mike Vanhamel, Belgisch voetballer
- 1990 - Dénes Dibusz, Hongaars voetballer
- 1990 - Roy Mauro, Belgisch voetballer
- 1991 - Jeffrey Bok, Nederlands voetballer
- 1991 - Nemanja Gudelj, Servisch-Nederlands voetballer
- 1991 - Kévin Hoggas, Frans voetballer
- 1991 - Gaëlle Mys, Belgisch turnster
- 1991 - Cláudio Ramos, Portugees voetballer
- 1991 - Samuel Štefánik, Slowaaks voetballer
- 1991 - Sandro Zeller, Zwitsers autocoureur
- 1992 - Marcelo Brozović, Kroatisch voetballer
- 1992 - Glenn Vromans, Belgisch voetballer
- 1993 - Nélson Semedo, Portugees voetballer
- 1993 - Andrija Pavlović, Kroatisch voetballer
- 1994 - Hamza Driouch, Qatarees atleet
- 1994 - Jacky Mmaee, Belgisch voetballer
- 1995 - Rolando Aarons, Engels voetballer
- 1995 - Emanuel Reynoso, Argentijns voetballer
- 1995 - Zsolt Szabó, Hongaars autocoureur
- 1995 - André-Frank Zambo Anguissa, Kameroens voetballer
- 1996 - Boulaye Dia, Frans-Senegalees voetballer
- 1996 - Joël Drommel, Nederlands voetballer
- 1997 - Bruno Guimarães, Braziliaans voetballer
- 1997 - Jai Wowor, Nederlands zanger (B-Brave)
- 1998 - Hannah Mae (Hannah Schoonbeek), Nederlands singer-songwriter
- 1998 - Chloe Moran, Australisch wielrenster
- 1998 - Tony Ralston, Engels voetballer
- 1999 - Bol Bol, Amerikaans basketballer
- 1999 - Mats Wieffer, Nederlands voetballer
- 2000 - Josh Green, Australisch basketballer
- 2000 - Hannah Hampton, Engels voetbalster
- 2001 - Gianmarco Cangiano, Italiaans voetballer
- 2001 - Mario Vušković, Kroatisch voetballer
- 2002 - Jeffry Puriel, Nederlands voetballer
- 2002 - Vasilios Sourlis, Grieks voetballer
- 2004 - Tim Tramnitz, Duits autocoureur

## Overleden

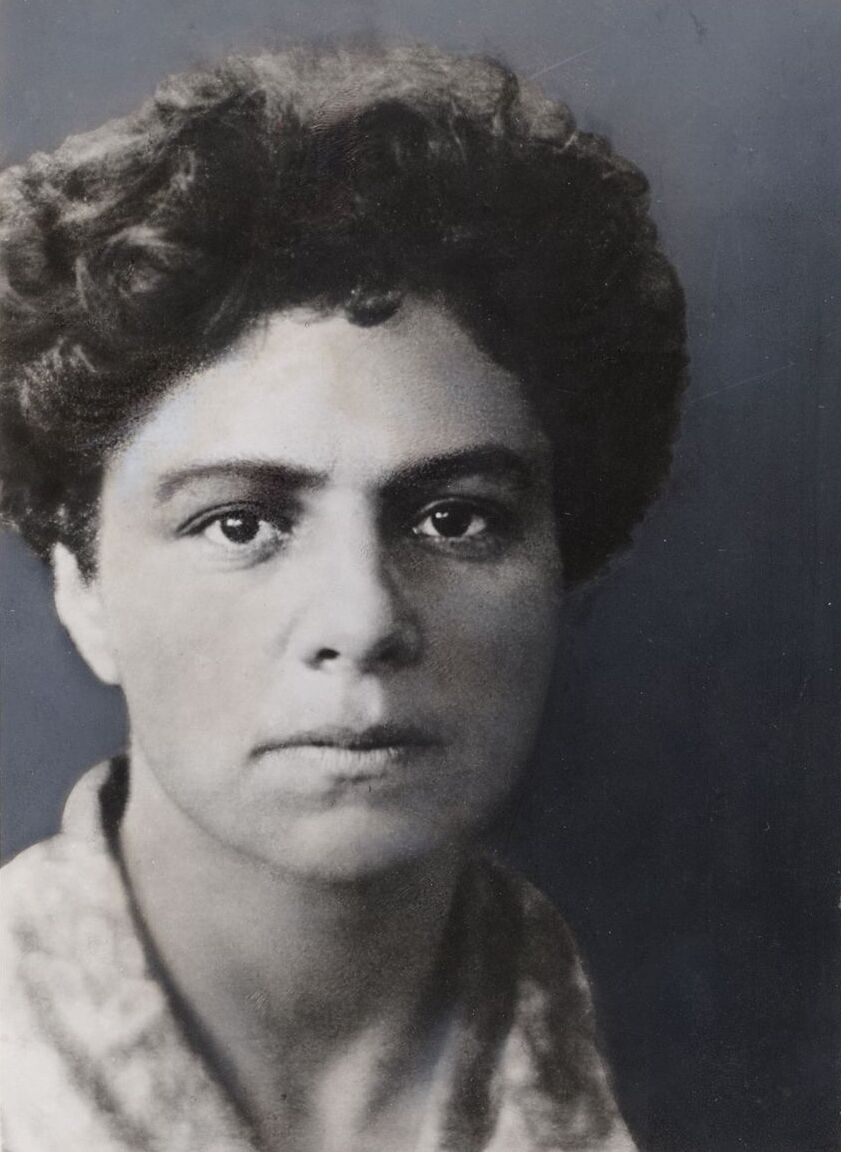
Carry van Bruggen,
overleden in 1932

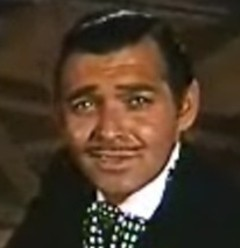
Clark Gable,
overleden in 1960

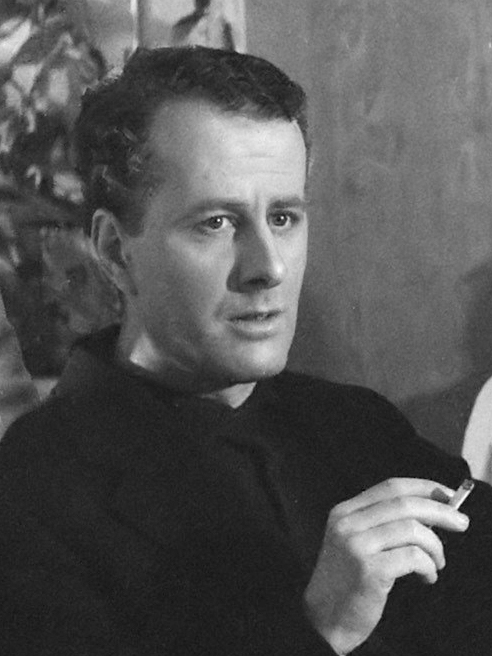
Luc Lutz,
overleden in 2001

- 1272 - Hendrik III (65), koning van Engeland
- 1672 - Franciscus de le Boë Sylvius (58), Nederlands arts
- 1745 - Johann Lukas von Hildebrandt (77), Oostenrijks architect
- 1780 - Nicolas Gilbert (29), Frans dichter
- 1797 - Frederik Willem II (53), koning van Pruisen
- 1831 - Carl von Clausewitz (51) Duits-Pruisisch generaal, grondlegger "moderne" oorlog-strategie
- 1831 - Augusta van Reuss-Ebersdorf en Lobenstein (74), moeder van koning Leopold I van België
- 1836 - Christiaan Hendrik Persoon (74), Zuid-Afrikaans mycoloog
- 1873 - Frederick Garling Jr. (67), Brits kunstschilder en douanebeambte in Australië
- 1905 - Christiaan Messemaker (84), Nederlands schaker
- 1907 - Robert I (59), hertog van Parma
- 1932 - Carry van Bruggen (51), Nederlands schrijfster
- 1941 - Eduard Ellman-Eelma (39), Estisch voetballer
- 1942 - Joseph Schmidt (38), Roemeens zanger
- 1960 - Clark Gable (59), Amerikaans acteur
- 1964 - Piet Moeskops (71), Nederlands wielrenner
- 1965 - Jos Callaerts (69), Belgisch schilder
- 1965 - William Thomas Cosgrave (85), Iers politicus
- 1965 - Erik Heinrichs (75), Fins militair leider
- 1968 - Augustin Bea (87), Duits curiekardinaal
- 1968 - Greet Hofmans (74), Nederlands gebedsgenezeres en vriendin van Koningin Juliana
- 1971 - Edie Sedgwick (28), Amerikaans fotomodel en actrice
- 1979 - Edna Clarke Hall (100), Brits dichteres en kunstenares
- 1985 - Georges Guille (76), Frans politicus
- 1988 - Lotte Stam-Beese (85), Nederlands architect en stedenbouwkundige
- 1993 - Lucia Popp (54), Slowaaks operazangeres
- 1996 - João Ramos do Nascimento (Dondinho) (79), Braziliaans voetballer en vader van Pelé
- 1997 - José Behra (73), Frans autocoureur
- 2000 - Edgar Cairo (52), Surinaams schrijver en dichter
- 2000 - Joseph Calleja (26), Amerikaans rapper
- 2000 - Russ Conway (75), Brits pianist
- 2001 - Tommy Flanagan (71), Amerikaans jazzpianist
- 2001 - Frans van der Gun (82), Nederlands politicus
- 2001 - Luc Lutz (76), Nederlands acteur
- 2001 - Geertruida Jeanette Thorbecke (72), Nederlands-Amerikaans patholoog
- 2002 - Abba Eban (87), Israëlisch diplomaat en minister van buitenlandse zaken
- 2005 - Henk van Woerden (57), Nederlands schilder en schrijver
- 2005 - Bob van Tol (62), Nederlands acteur
- 2006 - Milton Friedman (94), Amerikaans econoom en Nobelprijswinnaar
- 2006 - Joeri Levada (76), Russisch socioloog en politicoloog
- 2008 - Kees Aarts (67), Nederlands voetballer
- 2008 - Reg Varney (92), Engels acteur
- 2009 - John Vrieze (59), Nederlands kunstkenner en museumdirecteur
- 2011 - Jaap Duivenvoorde (83), Nederlands missionaris en aartsbisschop
- 2012 - William Turnbull (90), Schots beeldhouwer en schilder
- 2013 - Chris Argyris (90), Amerikaans bedrijfskundige en emeritus hoogleraar
- 2013 - Harry Pennings (79), Nederlands topman
- 2014 - Antoni Maria Badia i Margarit (94), Spaans taalkundige
- 2014 - Andries Buijs (89), Nederlands burgemeester
- 2014 - José Luis Viejo (65), Spaans wielrenner
- 2015 - Ronald Bandell (69), Nederlands burgemeester
- 2016 - Jay Forrester (98), Amerikaans wetenschapper en emeritus professor
- 2016 - Guy Raskin (79), Belgisch voetballer
- 2016 - Melvin Laird (94), Amerikaans minister van defensie
- 2018 - Alec Finn (74), Iers folkmuzikant
- 2019 - Charles Dumolin (67), Belgisch zanger en kunstenaar
- 2019 - Terry O'Neill (81), Brits fotograaf
- 2020 - Henryk Roman Gulbinowicz (97), Pools kardinaal en aartsbisschop
- 2020 - Walid Muallem (79), Syrisch diplomaat en politicus
- 2020 - Harry van Raaij (84), Nederlands sportbestuurder
- 2021 - Gisela Söhnlein (100), Nederlands verzetsstrijder
- 2022 - Nicki Aycox (47), Amerikaans actrice
- 2022 - Stanley Brown (84), Curaçaos politiek activist
- 2022 - Mick Goodrick (77), Amerikaans jazzgitarist
- 2022 - Johannes Mendlik (87), Nederlands jurist
- 2023 - A.S. Byatt (87), Brits schrijfster
- 2023 - Janet Ossebaard (56), Nederlands documentairemaker, fotografe en auteur
- 2023 - Peter Solley (75), Brits toetsenist en producent
- 2024 - Cathy Cade (82), Amerikaans kunstenares

## Viering/herdenking
- Statia Day op Sint Eustatius

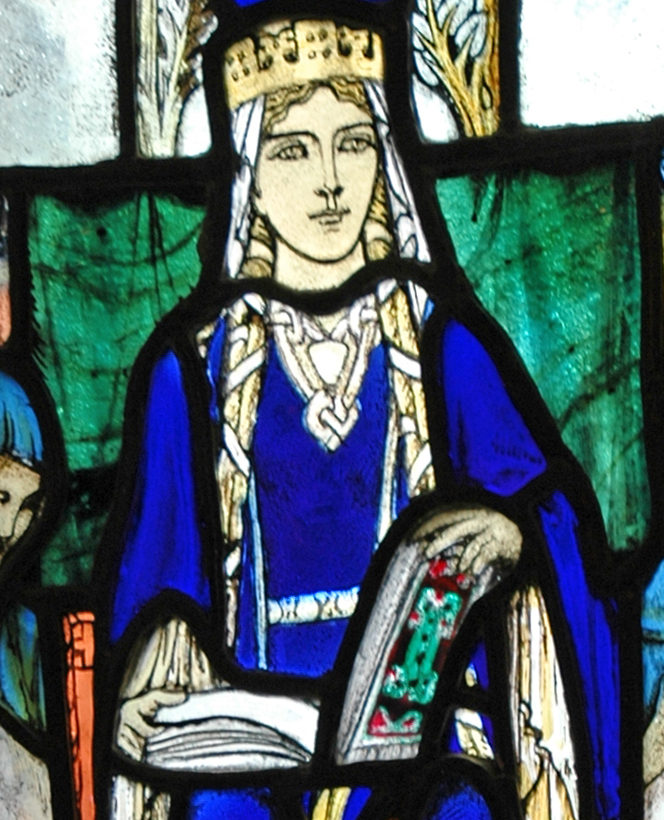
Margarita van Schotland

- Dag van de IJslandse taal (Dagur Íslenskrar Tungu)
- Internationale dag van de verdraagzaamheid (UNESCO)
- Rooms-katholieke kalender:
  - Heilige Margarita van Schotland († 1093) - Vrije Gedachtenis
  - Heilige Gertrudis de Grote († c. 1302) - Vrije Gedachtenis
  - Heilige Giuseppe Moscati († 1927)
  - Heilige Edmund van Abingdon († 1242)
  - Heilige Madeleine de la Peltrie († 1671)
  - Heilige Odomar van Sankt Gallen († 759)

## Weerextremen

### Nederland
| | Officiële records | Officiële records | Officiële records |      | Landelijke records | Landelijke records | Landelijke records |
| Gebeurtenis | Jaar              | Extreem           | Locatie           | Jaar | Extreem            | Locatie            |                    |
| --- | ----------------- | ----------------- | ----------------- | ---- | ------------------ | ------------------ | ------------------ |
| Laagste etmaalgemiddelde temperatuur (°C) | 1924, 1965        | −3,1              | De Bilt           |      | 1965               | −5,7               | Eelde              |
| Hoogste etmaalgemiddelde temperatuur (°C) | 2006              | 14,0              | De Bilt           |      | 2006               | 15,6               | Maastricht         |
| Laagste minimumtemperatuur (°C) | 1919              | −9,1              | De Bilt           |      | 1965               | −13,3              | Eelde              |
| Hoogste minimumtemperatuur (°C) | 2015              | 11,3              | De Bilt           |      | 2006               | 12,7               | Eindhoven          |
| Laagste maximumtemperatuur (°C) | 1968              | −0,7              | De Bilt           |      | 1965               | −2,4               | Maastricht         |
| Hoogste maximumtemperatuur (°C) | 2006              | 16,6              | De Bilt           |      | 2006               | 18,8               | Maastricht         |
| Hoogste uurgemiddelde windsnelheid (m/s) | 1928              | 20,6              | De Bilt           |      | 1928               | 26,2               | De Kooy            |
| Hoogste windstoot (m/s) | 1964              | 20,1              | De Bilt           |      | 2005               | 28,0               | IJmuiden           |
| Langste zonneschijnduur (uur) | 1989              | 8,1               | De Bilt           |      | 1989               | 8,1                | De Bilt            |
| Langste neerslagduur (uur) | 2014              | 17,5              | De Bilt           |      | 2014               | 19,3               | Hoogeveen          |
| Hoogste etmaalsom van de neerslag (mm) | 1975              | 23,1              | De Bilt           |      | 1975               | 31,7               | Valkenburg ZH      |
| Laagste etmaalgemiddelde relatieve vochtigheid (%) | 1978              | 70                | De Bilt           |      | 1923               | 61                 | De Kooy            |
| Laagste uurwaarde luchtdruk op zeeniveau (hPa) | 1928              | 977,5             | De Bilt           |      | 1928               | 969,1              | De Kooy            |
| Hoogste uurwaarde luchtdruk op zeeniveau (hPa) | 1922              | 1041,0            | De Bilt           |      | 1922               | 1041,5             | Vlissingen         |
| Officiële records worden altijd gemeten op het KNMI-weerstation in De Bilt. Landelijke records kunnen worden gemeten op elk officieel KNMI-weerstation in Nederland. |                   |                   |                   |      |                    |                    |                    |

Uitzonderlijke gebeurtenissen
- 1924 - Officieel laagste maximumtemperatuur in °C van november dit jaar gemeten in De Bilt: 1,0
- 1929 - Officieel laagste maximumtemperatuur in °C van november dit jaar gemeten in De Bilt: 3,4

### België
Dagrecords
- 1965 - Laagste etmaalgemiddelde temperatuur −3 °C
- 2006 - Hoogste etmaalgemiddelde temperatuur 15,0 °C
- 1965 - Laagste minimumtemperatuur −6,1 °C
- 1895 - Hoogste maximumtemperatuur 18,4 °C
- 1992 - Hoogste etmaalsom van de neerslag 18,5 mm

Uitzonderlijke gebeurtenissen
- 1919 - Sneeuwlaag van 13 cm sneeuw in Ukkel, 18 cm in Huy, 40 cm in Drossart (Baelen) in het Hertogenwald.
- 1964 - 79 mm neerslag in Membre (Vresse-sur-Semois). Op meerdere plaatsen zijn er overstromingen.
- 2006 - De maximumtemperatuur loopt op tot 20,1 °C in Angleur (Luik) en 20,0 °C in Luik-Monsin (Luik).

<< · 1 · 2 · 3 · 4 · 5 · 6 · 7 · 8 · 9 · 10 · 11 · 12 · 13 · 14 · 15 · 16 · 17 · 18 · 19 · 20 · 21 · 22 · 23 · 24 · 25 · 26 · 27 · 28 · 29 · 30 · >>